# Лозовая (приток Калитвы)
Лозовая — река в России, протекает в Ростовской области. Устье реки находится в 203 км по левому берегу реки Калитвы. Длина реки — 58 км, площадь водосборного бассейна — 867 км².

## Притоки
Впадают реки (км от устья):
- 15 км: река Лозовенькая

## Данные водного реестра
По данным государственного водного реестра России относится к Донскому бассейновому округу, водохозяйственный участок реки — Калитва, речной подбассейн реки — Северский Донец (российская часть бассейна). Речной бассейн реки — Дон (российская часть бассейна).